# Porcsalma
Porcsalma is een plaats (nagyközség) en gemeente in het Hongaarse comitaat Szabolcs-Szatmár-Bereg. Porcsalma telt 2769 inwoners (2001).